# Sixten Dragan
Sixten Dragan (Straubing, 28 giugno 1999) è un giocatore di football americano tedesco, che gioca come wide receiver per i Munich Ravens.